# El Djazia
El Djazia è un comune dell'Algeria, situato nella provincia di Oum el-Bouaghi.